# ザ・ベスト・オブU2 1990-2000
『ザ・ベスト・オブU2 1990-2000』 (The Best of 1990-2000 ) は、アイルランドのロックバンド、U2の1990年から2000年までの期間のベスト・アルバムである。
ダンスビートに傾倒していた1990年代の活動の総括といえる内容。2000年以降にリリースした「エレクトリカル・ストーム」と「ザ・ハンズ・ザット・ビルト・アメリカ」（映画『ギャング・オブ・ニューヨーク』の主題歌）を含むので、本作発売の2002年時点でのベストともいえる。
初回限定盤にはシングルB面曲やリミックスヴァージョンを収録したディスク-2と、特典DVDが付属した。「エレクトリカル・ストーム」と「レディ・ウィズ・スピニング・ヘッド」はテレビ朝日ニュースステーションのBGMに使われた。

## 収録曲

### ディスク-1（通常盤）
1. リアル・シング - Even Better Than the Real Thing
2. ミステリアス・ウェイズ - Mysterious Ways
3. ビューティフル・デイ - Beautiful Day
4. エレクトリカル・ストーム（ウィリアム・オービット・ミックス） - Electrical Storm (William Orbit Mix)
5. ワン - One
6. ミス・サラエボ - Miss Sarajevo
7. ステイ（ファラウェイ、ソー・クロース!） - Stay (Faraway, So Close!)
8. スタック・イン・ア・モーメント - Stuck in a Moment You Can't Get Out Of
9. ゴーン＜ニュー・ミックス＞ - Gone (New mix)
10. 夢の涯てまでも - Until the End of the World
11. ザ・ハンズ・ザット・ビルト・アメリカ - The Hands that Built America
12. ディスコテック＜ニュー・ミックス＞ - Discothèque (New mix)
13. ホールド・ミー、スリル・ミー、キス・ミー、キル・ミー - Hold Me, Thrill Me, Kiss Me, Kill Me
14. ステアリング・アット・ザ・サン＜ニュー・ミックス＞ - Staring at the Sun (New mix)
15. ナム＜ニュー・ミックス＞ - Numb (New mix)
16. ザ・ファースト・タイム - The First Time
17. ザ・フライ - The Fly （英国版・日本版ボーナストラック）

### ディスク-2 （限定盤）
1. レディ・ウィズ・スピニング・ヘッド（エクステンデッド・ダンス・ミックス） - Lady With the Spinning Head (Extended Dance Mix)
2. ダーティ・デイ（ジャンク・デイ・ミックス） - Dirty Day (Junk Day Mix)
3. エレクトリカル・ストーム - Electrical Storm
4. サマー・レイン - Summer Rain
5. ノース・アンド・サウス・オブ・ザ・リバー - North and South of the River
6. ユア・ブルー・ルーム - Your Blue Room
7. ハッピネス・イズ・ア・ウォーム・ガン（ザ・ガン・ミックス） - Happiness Is a Warm Gun (The Gun Mix)
8. サロメ（ズーロマンサー・ミックス） - Salomé (Zooromancer Mix)
9. リアル・シング（ペルフェクト・ミックス） - Even Better Than the Real Thing (Perfecto Mix)
10. ナム（ギブ・ミー・サム・モア・ディグニティー・ミックス） - Numb (Give Me Some More Dignity Mix)
11. ミステリアス・ウェイズ（ソーラー・プレクサス・クラブ・ミックス） - Mysterious Ways (Solar Plexus Club Mix)
12. イフ・ゴッド・ウィル・センド・ヒズ・エンジェル（ビッグ・ヤム・ミックス） - If God Will Send His Angels - (Big Yam Mix)
13. レモン（ジープ・ミックス） - Lemon (Jeep Mix)
14. ディスコテック（ヘキシデシマル・ミックス） - Discothèque (Hexidecimal Mix)